# ديف بليني
ديف بليني (بالإنجليزية: Dave Blaney)‏ هو سائق سيارة سباق أمريكي، ولد في 24 أكتوبر 1962 في هارتفورد في الولايات المتحدة.

## معرض صور

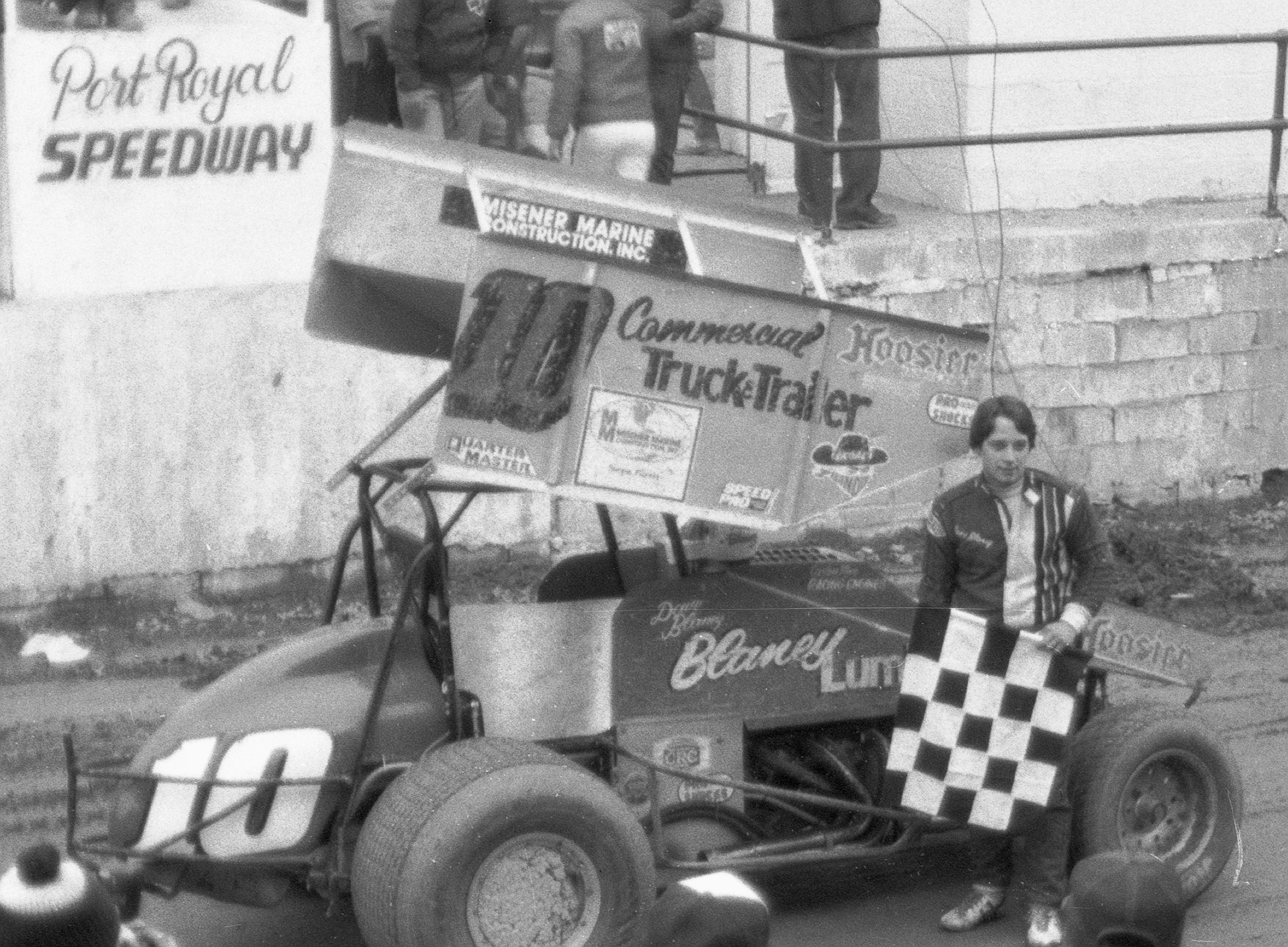
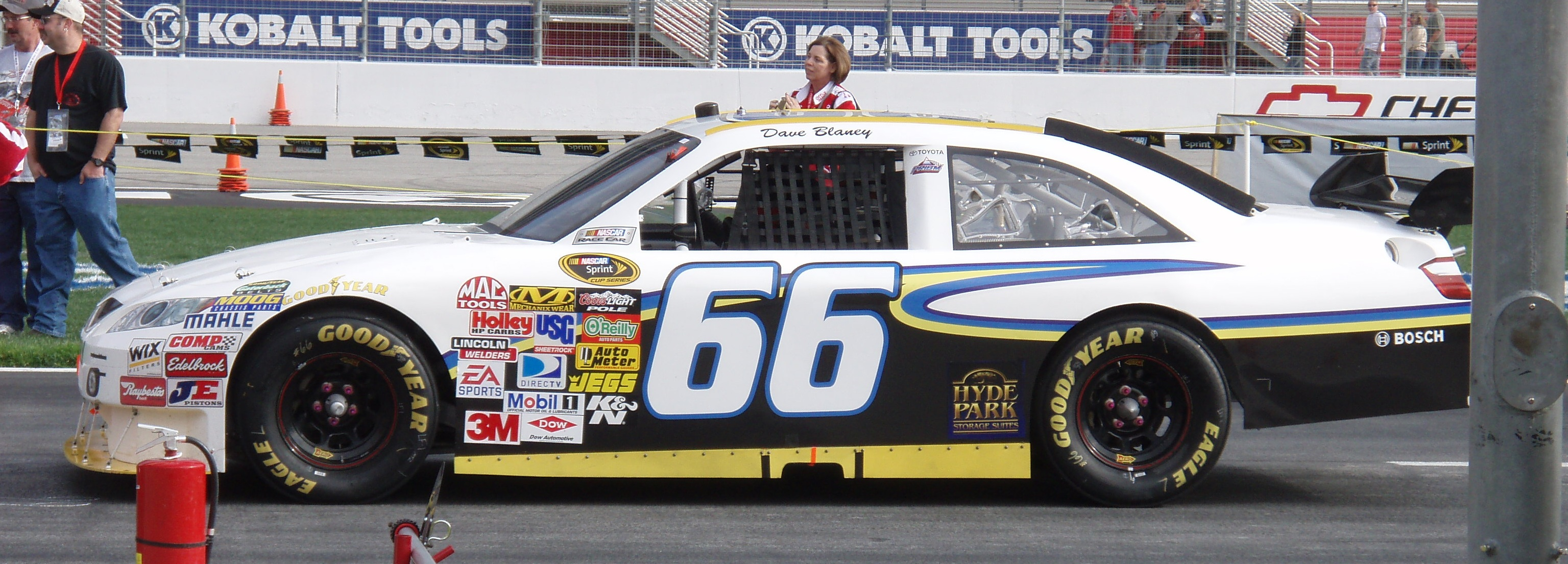
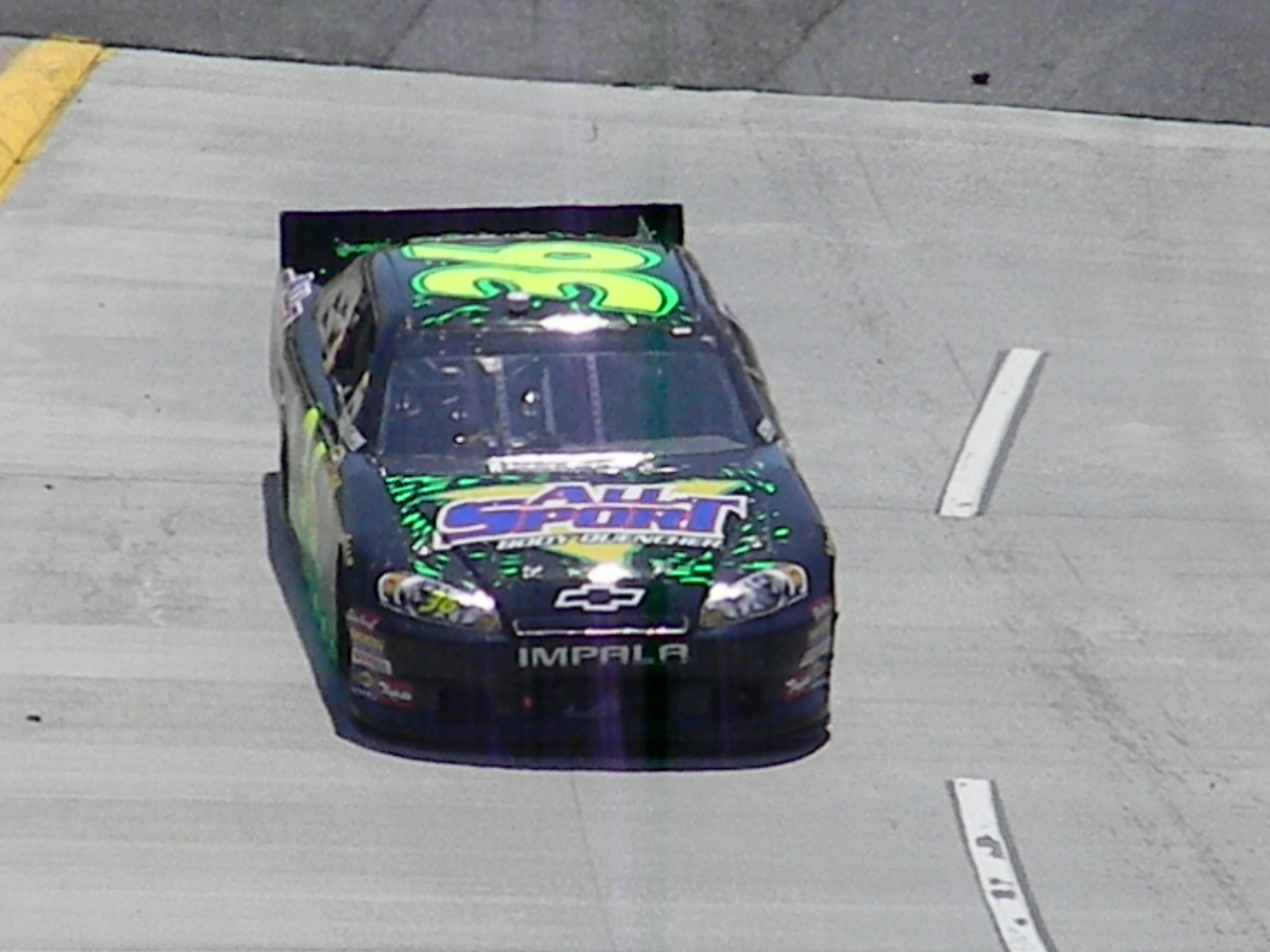
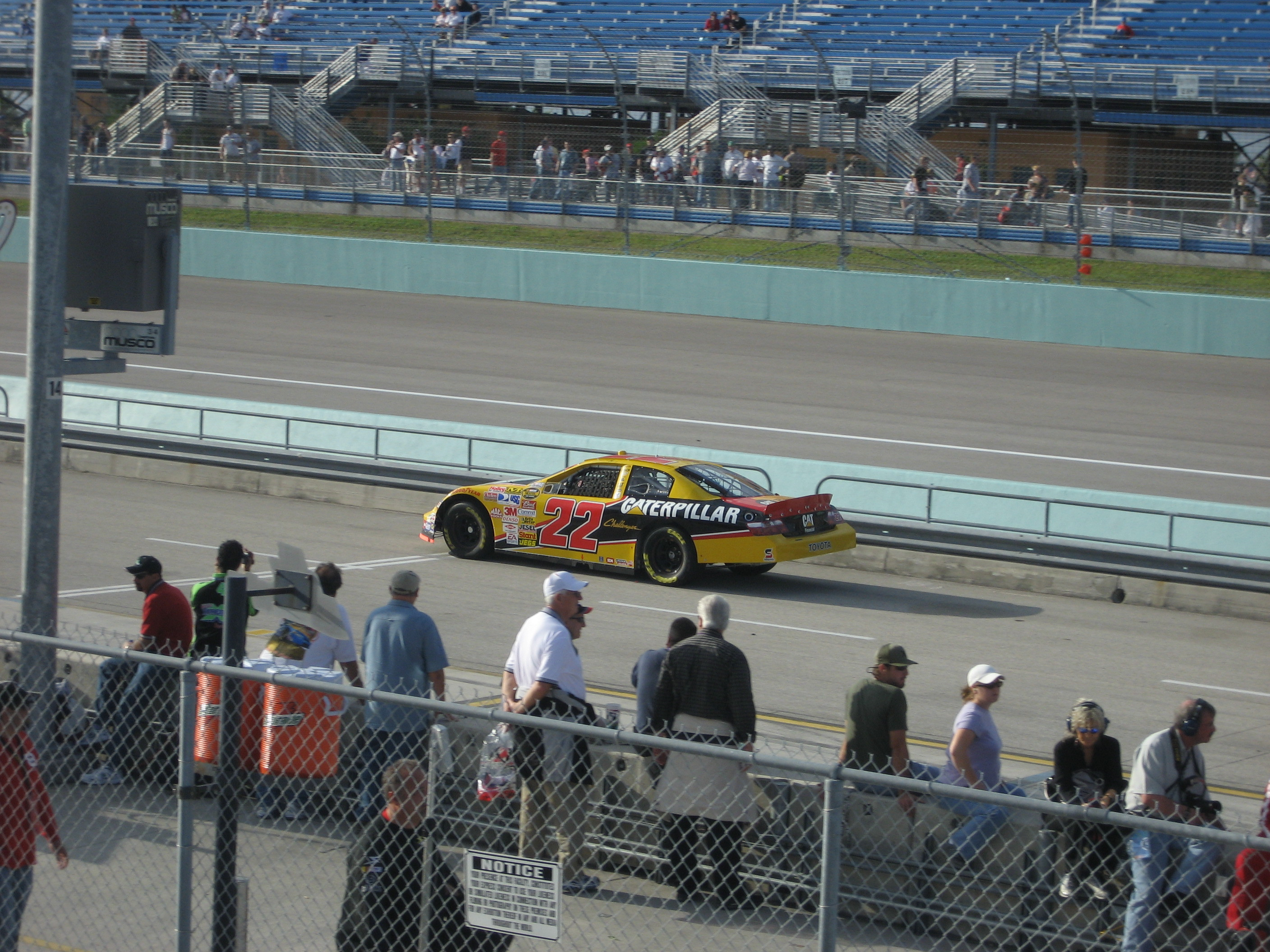
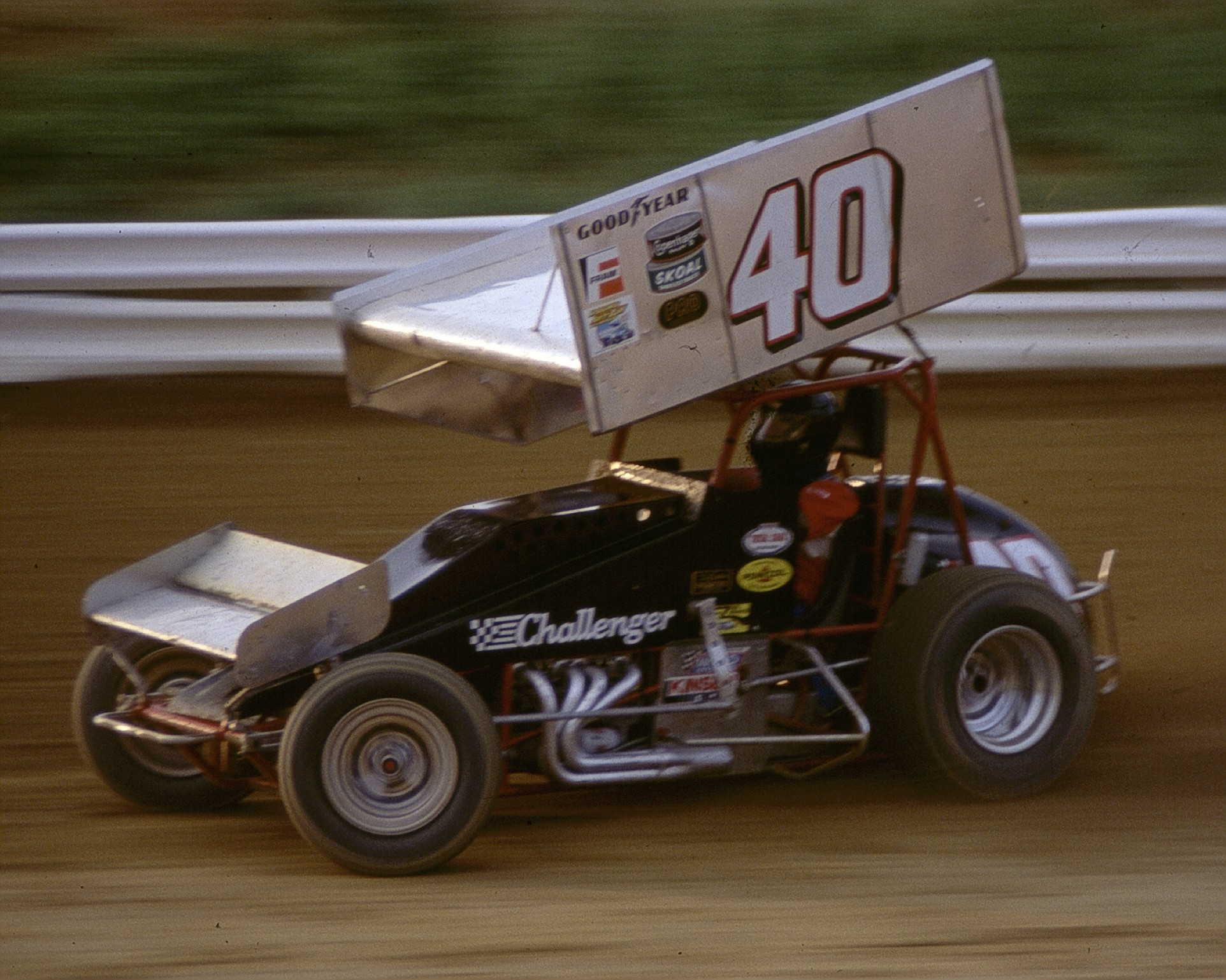

## وصلات خارجية
- الموقع الرسمي
- ديف بليني على موقع Racing-Reference.info (الإنجليزية)